# Limnophora ephippium
Limnophora ephippium är en tvåvingeart som beskrevs av Fritz Isidore van Emden 1951. Limnophora ephippium ingår i släktet Limnophora och familjen husflugor.
Artens utbredningsområde är Kenya. Inga underarter finns listade i Catalogue of Life.